# Я мечтала об Африке
«Я мечтала об Африке» (англ. I Dreamed of Africa) — фильм-драма 2000 года британского режиссёра Хью Хадсона. Фильм принёс колоссальные кассовые убытки и был негативно оценён кинокритикой.

## Сюжет
В фильме рассказывается история Куки Галлман (Ким Бейсингер), которая жила беззаботной жизнью до тех пор, пока не попала в автокатастрофу. Выздоравливая, она подружилась с Паоло (Венсан Перес), мужчиной, который вёл машину, попавшую в аварию. Впоследствии Паоло стал её вторым мужем. Решив изменить свою жизнь, Куки и Паоло вместе с Эмануэлем (сыном от первого мужа) уезжают жить в Африку. Однако Африка оказалась не очень гостеприимной…

## В ролях
| Актёр            | Роль                |
| ---------------- | ------------------- |
| Ким Бейсингер    | Куки                |
| Венсан Перес     | Паоло               |
| Гэрретт Строммен | 17-летний Эмануэль  |
| Лэнс Реддик      | Саймон              |
| Лиам Эйкен       | семилетний Эмануэль |
| Дэниел Крейг     | Дэклан Филдинг      |
| Эва Мари Сейнт   | Франца              |
| Ник Борэйн       | Дункан Мэйтленд     |

## Критика
Фильм получил отрицательные отзывы критиков. На Rotten Tomatoes, фильм имеет 10% «свежести» на основе 102 рецензий. Ким Бейсингер была номинирована на премию «Золотая малина» как «Худшая актриса».
В прокате фильм потерпел кассовый провал; при бюджете 50 миллионов долларов, кассовые сборы фильма составили меньше 15 миллионов долларов.